# ایهور کلیمووسکی
ایهور کلیمووسکی (اوکراینی: Ігор Петрович Климовський؛ زادهٔ ۱۷ فوریهٔ ۱۹۷۲) بازیکن فوتبال است.
از باشگاه‌هایی که در آن بازی کرده‌است می‌توان به باشگاه فوتبال متالورگ دونتسک اشاره کرد.